# Sojourner Truth
Sojourner Truth, pseudonimo di Isabella Baumfree (Swartekill, 1797 circa – Battle Creek, 26 novembre 1883), è stata un'attivista statunitense, sostenitrice dell'abolizionismo negli Stati Uniti d'America e dei diritti delle donne.

## Biografia
Isabella è una dei tredici figli di James e Elizabeth Baumfree, entrambi schiavi del Colonnello Hardenbergh. La proprietà Hardenbergh si trovava in una zona collinare identificata con il nome olandese di Swartekill (al giorno d'oggi corrisponde alla zona subito a nord di Rifton) nella cittadina di Esopus, circa 150 km a nord di New York. Dopo la morte del colonnello la proprietà della famiglia di schiavi passa al figlio di questi, Charles Hardenbergh.
Alla morte di Charles Hardenbergh, nel 1806, la giovane Belle, che ha circa nove anni, viene venduta all'asta e acquistata insieme ad un gregge di pecore per 100 dollari da John Neely, che abita nei pressi di Kingston. Fino al momento in cui viene venduta la ragazza sa parlare solo olandese. Neely la tratta molto male e in seguito Truth lo descriverà come un uomo crudele e severo, capace una volta di picchiarla con un fascio di verghe. Dirà anche che Neely aveva l'abitudine di stuprarla e picchiarla quotidianamente. Nelly la vende a sua volta nel 1808 per 105 dollari a Martinus Schryver di Port Ewen, un oste, che ne resta proprietario per diciotto mesi. Nel 1810 Schryver la vende per 175 dollari a John Dumont, di West Park. Il suo quarto proprietario si comporta gentilmente nei suoi confronti, ma la moglie si inventa continuamente nuovi modi per tormentare Belle e renderle la vita difficile.
Verso il 1815 la ragazza incontra uno schiavo di nome Robert, che appartiene ad una fattoria nei dintorni, e se ne innamora. Il padrone di Robert vieta che i due abbiano una relazione: non vuole infatti che i suoi schiavi abbiano figli con schiavi che non sono di sua proprietà, perché in questo modo non sarebbe il proprietario dei bambini. Un giorno Robert viene selvaggiamente picchiato per punizione e la Truth non lo rivede mai più. Poco dopo l'uomo muore per le lesioni. Nel 1817 Belle viene costretta da Dumont a sposare uno schiavo più vecchio di nome Thomas. Belle avrà cinque figli: Diana (1815) figlia di Robert, Thomas (morto poco dopo la nascita), Peter (1821), Elizabeth (1825) e Sophia (1826 circa) tutti figli di Thomas.

### La lotta per la libertà
Lo Stato di New York aveva iniziato a legiferare riguardo l'abolizione della schiavitù a partire dal 1799, anche se il processo di emancipazione degli schiavi dello stato non fu completo fino al 4 luglio 1827. Dumont promette a Belle di concederle la libertà un anno prima del provvedimento legislativo definitivo a condizione che "avesse lavorato bene e fosse stata leale": cambia però idea, sostenendo che un infortunio alla mano l'ha resa meno produttiva. La donna si infuria: aveva continuato a lavorare fino a che aveva ritenuto di aver fatto abbastanza per soddisfare l'obbligo che sentiva di avere verso di lui filando ben 100 libbre di lana.
Poco dopo, nel 1826, Belle fugge per trovare la libertà, portando con sé la figlia minore Sophia. È costretta a lasciare gli altri bambini perché non sarebbero stati legalmente liberi, secondo quanto diceva la legge, finché non avessero prestato servizio come servi non liberi fino al compimento dei vent'anni. In seguito dichiarerà:
(Sojourner Truth)
Trova ospitalità in casa di Isaac e Maria Van Wagener, che accolgono lei e la bambina. Isaac si offre di acquistare i suoi servizi per il resto dell'anno (ovvero per il tempo che resta prima che l'emancipazione per legge abbia effetto), e Dumont accetta per questo la somma di 20 dollari. Vive quindi con quella famiglia finché l'Atto di Emancipazione, l'anno seguente, viene approvato.
Belle viene a sapere che suo figlio Peter, che ha cinque anni, è stato venduto illegalmente da Dumont a un proprietario terriero dell'Alabama; con l'aiuto dei Van Wagener fa ricorso in tribunale e, dopo alcuni mesi, riesce a riottenere suo figlio. Diventa così la prima donna nera a portare a giudizio un uomo bianco e a vincere la causa.
A questo punto, mentre vive con i Van Wagener, ha un'esperienza religiosa che le cambia la vita e diventa una fervente cristiana. Nel 1829 si trasferisce con Peter a New York, dove lavora come domestica per Elijah Pierson, un evangelista. Nel 1832 incontra Robert Matthews, conosciuto anche come "Matthias Kingdom" e "Profeta Matthias", a va a lavorare per lui, sempre come domestica. Per uno scherzo della sorte Elijah Pierson muore, e lei e Matthews vengono accusati di averlo avvelenato e derubato. Vengono però entrambi assolti, e Robert Matthews si trasferisce ad ovest.
Nel 1839 il figlio Peter si imbarca su una baleniera chiamata Zone of Nantucket. Tra il 1840 e il 1841 Belle riceve da lui tre lettere, anche se in una di queste il ragazzo sostiene di averne scritte cinque. Quando la nave fa ritorno al porto di partenza, nel 1842, Peter non è a bordo e Belle non saprà mai più nulla di lui.

### "Dio mi chiama"
Il 1º giugno 1843 Isabelle cambia il proprio nome in Sojourner Truth e dice agli amici: «Lo Spirito mi chiama e io devo andare». Diventa metodista e parte per seguire la propria vocazione viaggiando per gli Stati Uniti e predicando in favore dell'abolizione della schiavitù. Nel 1844 si unisce all'Associazione per l'istruzione e l'operosità di Northampton in Massachusetts. Fondata da abolizionisti, l'organizzazione sostiene i diritti delle donne, la tolleranza religiosa e il pacifismo. Conta 210 membri che vivono in una tenuta di circa 2 km² allevando bestiame e gestendo una segheria, un mulino e una piccola produzione di seta. Mentre si trova lì la Truth incontra William Lloyd Garrison, Frederick Douglass e David Ruggles. Nel 1846 il gruppo, non più in grado di mantenersi, si scioglie. L'anno seguente Sojourner va a lavorare come domestica di George Benson, cognato di William Lloyd Garrison. Nel 1849 va a rincontrare John Dumont prima che l'uomo si trasferisca all'ovest.
Inizia a dettare le proprie memorie all'amica Olive Gilbert e nel 1850 William Lloyd Garrison fa pubblicare il suo libro, The Narrative of Sojourner Truth: A Northern Slave. Nello stesso anno acquista per 300 dollari una casa a Northampton e parla in pubblico al primo Congresso nazionale per i diritti delle donne che si tiene a Worcester, in Massachusetts.

#### "Non sono forse una donna?"
Nel 1851 la Truth lascia Northampton per seguire George Thompson, un oratore abolizionista. In maggio interviene al Convegno per i diritti delle donne dell'Ohio, che si tiene ad Akron, e pronuncia il suo celebre discorso in seguito noto con il nome di "Ain't I a Woman". Il congresso il convegno è stato organizzato da Hannah Tracy Cutler e Frances Dana Barker Gage, entrambe presenti al momento del discorso della Truth. Sono state tramandate diverse versioni delle parole della donna; la prima è pubblicata un mese dopo da Marius Robinson, un proprietario di un quotidiano ed editore presente tra il pubblico. Nel discorso pubblicato da Robinson non c'è traccia della famosa domanda retorica "Non sono forse una donna?". Dodici anni dopo, nel maggio 1863, Frances Dana Barker Gage ne pubblica un'altra versione, piuttosto diversa. In questa il modo di parlare della Truth ha le caratteristiche tipiche di quello degli schiavi del Sud, inoltre il discorso comprende frasi ed espressioni che la versione di Robinson non comprende. La versione del discorso della Gage diventa quella comunemente accettata dagli storici e prende il nome di "Ain't I a Woman?" perché tale domanda è ripetuta per quattro volte. Tuttavia va osservato che il modo di parlare della Truth non poteva essere quello tipico del Sud, sia perché era nata e cresciuta a New York, sia perché fino all'età di nove anni sapeva parlare solo olandese.
A differenza di quanto riportato da Robnson, inoltre, la versione della Gage riporta che la Truth avrebbe detto che i suoi 13 figli le erano stati sottratti e venduti come schiavi: è praticamente certo che invece ebbe 5 figli, e che uno solo era stato venduto. La versione del 1863 poi è in contraddizione con quanto riferito dalla Gage stessa subito dopo il convegno: nel 1851 aveva scritto che la città di Akron in generale e la stampa in particolare avevano accolto con molto favore il convegno sui diritti delle donne, ma nel 1863 scrisse che gli organizzatori del convegno avevano paura dei "tumultuanti" oppositori. Altri testimoni oculari del discorso della Truth riferiscono che si trattò di una storia piuttosto tranquilla, di un momento in cui i volti di tutti i presenti "splendevano di gioia" quando la Truth parlò, e che nessuna nota di discordia interruppe l'armonico svolgimento della riunione.
Sempre secondo racconti di presenti, la Truth fu accolta con calore dai partecipanti alla riunione, la maggioranza dei quali erano abolizionisti di vecchia data e di orientamento progressista riguardo ai problemi della razza e dei diritti civili. Nella versione della Gage del 1863 viene invece accolta da fischi e da urla di persone che cercano di impedirle di parlare.
Nel decennio successivo la Truth tiene dozzine, forse centinaia di discorsi pubblici. Tra il 1851 e il 1853 lavora con Marius Robinson e gira per lo stato. Nel 1853 va a parlare ad una riunione di suffragette al Broadway Tabernacle di New York; in quell'anno incontra anche Harriet Beecher Stowe. Nel 1856 va a Battle Creek in Michigan per parlare ad un gruppo chiamato "Gli amici del progresso umano". Nel 1858 qualcuno interrompe uno dei suoi discorsi e la accusa di essere un uomo; per tutta risposta la Truth si apre la camicetta e mostra i seni.

### Una donna con una missione
Nel 1857 la Truth vende la sua casa di Northampton e ne acquista un'altra ad Harmonia, in Michigan, appena ad ovest di Battle Creek. Secondo il censimento del 1860 la sua famiglia ad Harmonia era composta, oltre che da lei, dalla figlia Elizabeth Banks (35 anni) e dai nipoti James Caldwell (riportato con la grafia errata Colvin, 16 anni) e Sammy Banks (8 anni).

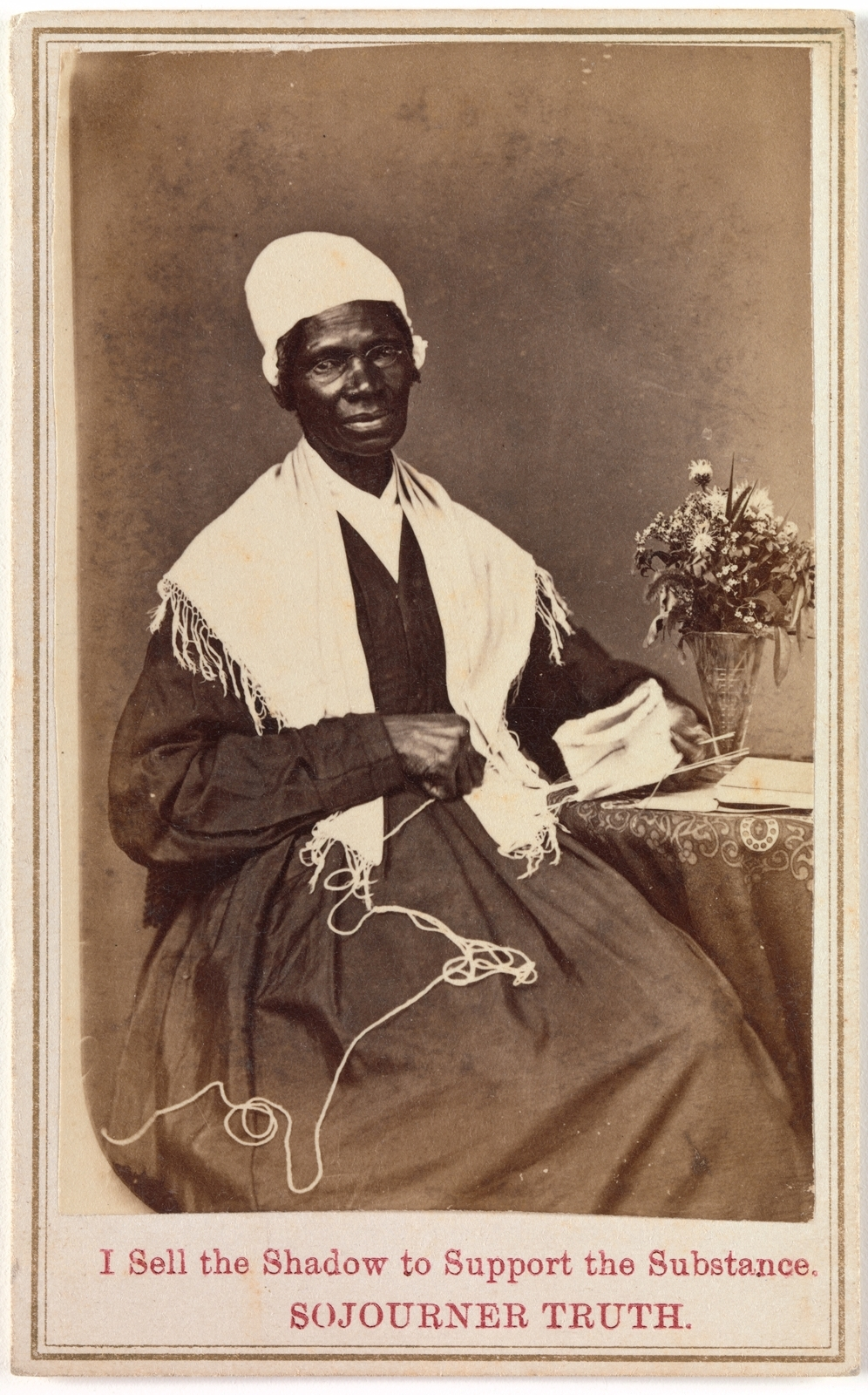
Una carte de visite di Sojourner Truth, che la donna metteva in vendita per raccogliere denaro (vedi iscrizione).

Durante la guerra civile americana la Truth aiuta a reclutare soldati neri per l'esercito dell'Unione. Suo nipote, James Caldwell, si arruola nel 54º reggimento del Massachusetts. Nel 1864 inizia a lavorare per la National Freedman's Relief Association (It. Associazione nazionale per l'assistenza agli schiavi liberati) di Washington, all'interno della quale si impegna per migliorare le condizioni degli afroamericani. Nell'ottobre di quell'anno incontra il Presidente Lincoln. Nel 1865, mentre lavora al Freedman's Hospital di Washington, la Truth si serve dei mezzi pubblici per aiutare la lotta contro la segregazione razziale ancora in vigore su di essi .
Si ritiene che la Truth abbia composto una canzone, The Valiant Soldiers per il 1º Reggimento afroamericano del Michigan; si dice l'abbia composta durante la guerra e l'abbia cantata personalmente a Detroit e a Washington. Il testo della canzone si appoggia sull'aria di John Brown's Body o di "The Battle Hymn of the Republic". Nonostante la Truth sostenga di averne scritto lei le parole, la questione è piuttosto dubbia.
Nel 1867 si trasferisce da Harmonia a Battle Crek e l'anno seguente si reca New York, dove incontra Amy Post, per poi continuare il viaggio visitando tutta la East Coast.
Nel 1870 tenta di ottenere delle terre per gli ex-schiavi dal Governo federale, progetto che perseguirà per ben sette anni senza però avere successo. Mentre si trova a Washington incontra il Presidente Ulysses S. Grant alla Casa Bianca. Nel 1872 rientra a Battle Creek e tenta di votare per le elezioni presidenziali ma viene allontanata dal seggio.
La Truth parla ripetutamente in pubblico di abolizione della schiavitù, dei diritti delle donne, di riforma del sistema carcerario e si appella al parlamento del Michigan per l'abolizione della pena di morte. Non tutti apprezzano le sue orazioni e le sue conferenze, ma dispone comunque di molti amici e di un sostegno fedele tra molte personalità importanti dell'epoca come Amy Post, Parker Pillsbury, Frances Gage, Wendell Phillips, William Lloyd Garrison, Laura Smith Haviland, Lucretia Mott e Susan B. Anthony."
Alcuni giorni prima della sua morte un giornalista del Grand Rapids Eagle va ad intervistarla e racconta poi: "Il suo volto era teso ed emaciato e mostrava di essere molto sofferente. I suoi occhi però erano molto vivaci e attenti, nonostante per lei parlare fosse molto faticoso". La Truth muore il 26 novembre 1883 nella sua casa di Battle Creek , con i suoi familiari accanto.

## Influenza nella cultura contemporanea
- 1862: La statua di William Wetmore Story, "The Libyan Sibyl", ispirata a Sojourner Truth, vince un premio all'Esposizione mondiale di Londra.[3]
- 1892: Al pittore britannico Frank Courter viene commissionato un dipinto che raffiguri l'incontro tra la Truth e il Presidente Abraham Lincoln.[2]
- 1981: La Truth viene introdotta nella National Women's Hall of Fame di Seneca Falls, New York.[2]
- 1981: La scrittrice e attivista femminista bell hooks intitola il suo primo importante lavora Ain't I a Woman? come il celebre discorso della Truth.
- 1983: Truth è tra le prime ad essere inserita nella Michigan Women's Hall of Fame di Lansing.[2]
- 1986: Lo U.S. Postal Service emette un francobollo commemorativo in onore di Sojourner Truth.[2][14]
- 1997: Il mezzo robotico NASA Mars Pathfinder viene battezzato "Sojourner" in suo onore.[15]
- 1999: Il musical di Broadway The Civil War include il brano Sojourner Truth: Ain't I a Woman. Nella registrazione del 1999 viene interpretato da Maya Angelou.
- 2002: Lo studioso Molefi Kete Asante inserisce Sojourner Truth nella sua lista dei 100 afroamericani più importanti della storia.[16]
- 2009: Diventa la prima donna nera ad essere onorata con un busto posto all'interno del Campidoglio.[17]

## Opere
- Narrative of Sojourner Truth: A Northern Slave (1850).
  - University of Pennsylvania edizione online (formato html formato, un capitolo per pagina)
  - University of Virginia edizione online (formato HTML, l'intero testo in una pagina)

## Note

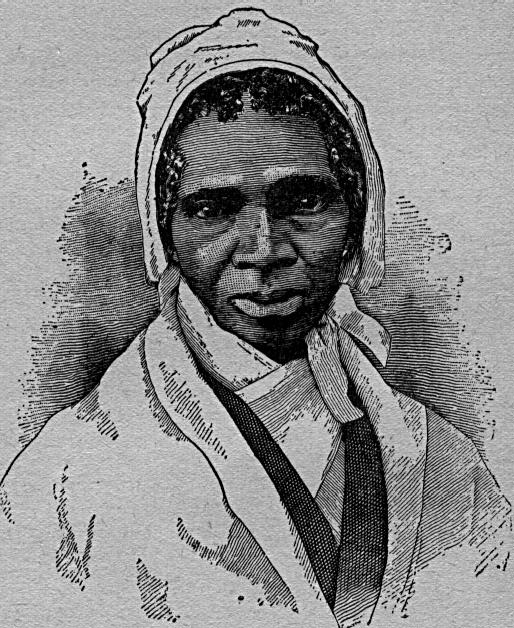
Sojourner Truth, incisione del 1897